# Żuków (powiat miński)
Żuków – wieś sołecka w Polsce położona w województwie mazowieckim, w powiecie mińskim, w gminie Mińsk Mazowiecki. Leży w  północno-zachodniej części gminy pomiędzy Brzózem, a Cyganką.
| SIMC    | Nazwa    | Rodzaj     |
| ------- | -------- | ---------- |
| 0682063 | Tomaszów | przysiółek |

W latach 1975–1998 miejscowość należała administracyjnie do województwa siedleckiego.

## Parafia
Żuków jest siedzibą parafii Miłosierdzia Bożego należącej do dekanatu Mińsk Mazowiecki – św. Antoniego z Padwy diecezji warszawsko praskiej. Została utworzona przez biskupa Kazimierza Romaniuka 20 listopada 1994. Kościół zaprojektował mgr inż. arch. Zbigniew Grzesiak. W skład parafii wchodzą miejscowości Brzóze, Cyganka i Żuków. Parafia liczy 1500 osób.

## Zobacz też

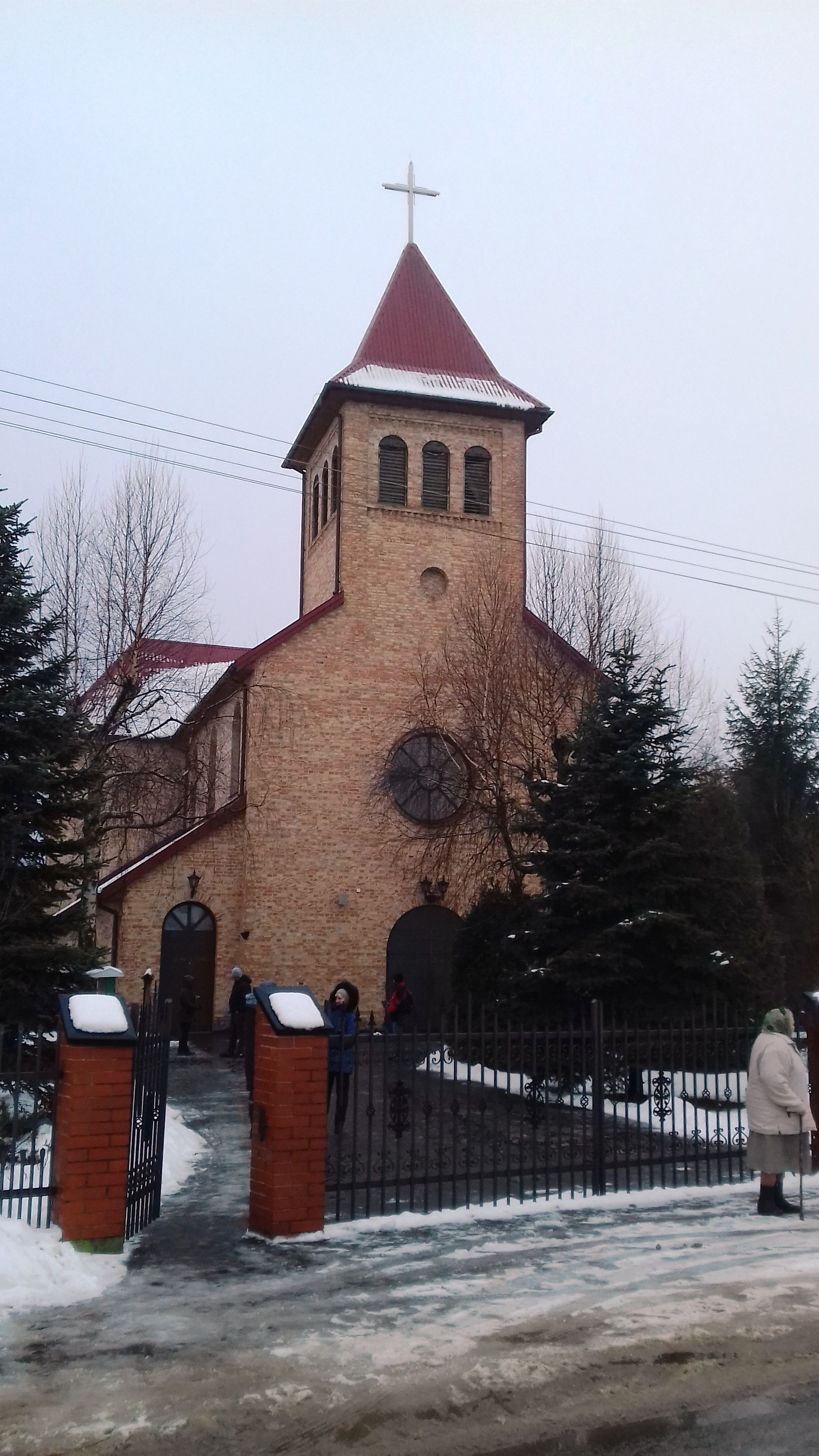
Kościół Miłosierdzia Bożego